# وادي برجوج
وادي برجوج هي محمية طبيعية في ليبيا بالقرب من مدينة أوباري